# Міждержавна рада зі стандартизації, метрології та сертифікації
Міждержавна рада зі стандартизації, метрології та сертифікації Співдружності незалежних держав (МДС СНД) (рос. Межгосударственный совет по стандартизации, метрологии и сертификации Содружества независимых государств (МГС СНГ)) є регіональною організацією зі стандартизації та нормативної документації в країнах СНД (відповідно до резолюції Ради Міжнародної організації зі стандартизації ISO 40/1995 від 14 вересня 1995 р.).
МДС визнано Міжнародною організацією зі стандартизації (ISO) Регіональною Організацією зі стандартизації як Євро-Азійська Рада зі стандартизації, метрології та сертифікації (EASC).
ММР було створено відповідно до міжурядової «Угоди про проведення узгодженої політики в галузі стандартизації, метрології та сертифікації» 13 березня 1992 р.
Робочими органами ММР є постійно діючий секретаріат у Мінську та органи з розробки стандартів — міждержавні технічні комітети (МТК).
МВС у взаємодії з Виконавчим комітетом Співдружності Незалежних Держав здійснює координацію, виробляє та приймає рішення щодо проведення узгодженої політики у галузі гармонізації технічних регламентів, стандартизації, метрології та оцінки (підтвердження) відповідності.